# José Miguel Alfredo María Cei
José Miguel Alfredo María Cei (1918, Pisa - 2007) fue un herpetólogo ítalo-argentino.

## Algunas publicaciones
- 2001. Amphibians of Argentinia: a second update, 1987-2000. Volumen 28 de Monografie. Con E. Lavilla. 2ª edición de Museo Regionale di Scienze Naturali, 177 pp.

- 1993. Reptiles del noroeste, nordeste y este de la Argentina: herpetofauna de las selvas subtropicales, Puna y Pampas. Volumen 14 de Monografie. Editor Museo regionale di scienze naturali, 949 pp. ISBN 8886041063

- 1987. Amphibians of Argentina: Additional Notes to "Amphibians of Argentina": an Update, 1980-1986. Monitore zoológico Italiano 21 ( 3): 64 pp.

## Honores

### Eponimia
- Telmatobius ceiorum Laurent, 1970
- Liolaemus ceii Donoso-Barros, 1971
- Liophis ceii Dixon, 1991
- Atelognathus ceii Basso, 1998
- Phymaturus ceii Scolaro & Ibargüengoytía, 2008

## Algunos taxones descritos
- Alsodes pehuenche Cei, 1976
- Atelognathus praebasalticus (Cei & Roig, 1968)
- Atelognathus reverberii (Cei, 1969)
- Atelognathus salai Cei, 1984
- Atelognathus solitarius (Cei, 1970)
- Atractus canedii Scrocchi & Cei 1991
- Chironius laurenti Dixon, Wiest & Cei 1993
- Cnemidophorus serranus Cei & Martori 1991
- Diplolaemus sexcinctus Cei, Scolaro & Videla 2003
- Homonota andicola Cei 1978
- Lepidobatrachus llanensis Reig & Cei, 1963
- Leptodactylus chaquensis Cei, 1950
- Liolaemus archeforus Donoso-Barros & Cei 1971
- Liolaemus austromendocinus Cei 1974
- Liolaemus baguali Cei & Scolaro 1983
- Liolaemus ditadai Cei 1983
- Liolaemus canqueli Cei 1975
- Liolaemus coeruleus Cei & Ortiz-Zapata 1983
- Liolaemus cuyanus Cei & Scolaro 1980
- Liolaemus donosobarrosi Cei 1974
- Liolaemus duellmani Cei 1978
- Liolaemus eleodori Cei 1985
- Liolaemus exploratorum Cei & Williams 1984
- Liolaemus famatinae Cei 1980
- Liolaemus flavipiceus Cei & Videla 2003
- Liolaemus gallardoi Cei & Scolaro 1982
- Liolaemus insolitus Cei 1982
- Liolaemus petrophilus Donoso-Barros & Cei 1971
- Liolaemus rabinoi Cei 1974
- Liolaemus riojanus Cei 1979
- Liolaemus sanjuanensis Cei 1982
- Liolaemus saxatilis Avila & Cei 1992
- Liolaemus silvanae Donoso-Barros & Cei 1971
- Liolaemus somuncurae Cei & Scolaro 1981
- Liolaemus telsen Cei 1999
- Liolaemus thermarum Videla & Cei 1996
- Liolaemus uptoni Scolaro & Cei 2006
- Liolaemus xanthoviridis Cei & Scolaro 1980
- Liolaemus zullyae Cei 1996
- Odontophrynus achalensis di Tada, Barla, Martori & Cei, 1984
- Odontophrynus barrioi Cei, Ruiz & Beçak, 1982
- Odontophrynus carvalhoi Savage & Cei, 1965
- Odontophrynus lavillai Cei, 1985
- Phalotris cuyanus Cei 1984
- Phymaturus calcogaster Scolaro & Cei 2003
- Phymaturus indistinctus Cei & Castro 1973
- Phymaturus mallimaccii Cei 1980
- Phymaturus nevadoi Cei & Roig 1975
- Phymaturus payunae Cei & Castro 1973
- Phymaturus punae Cei, Etheridge & Videla 1985
- Phymaturus somuncurensis Cei & Castro 1973
- Phymaturus verdugo Cei & Videla 2003
- Phymaturus zapalensis Cei & Castro 1973
- Pristidactylus nigroingulus Cei, Scolaro & Videla 2001
- Rhinella achalensis (Cei, 1972)
- Rhinella atacamensis (Cei, 1962)
- Somuncuria somuncurensis (Cei, 1969)
- Telmatobius contrerasi Cei, 1977
- Tropidurus etheridgei Cei 1982
- Tropidurus guarani Álvarez, Cei & Scolaro 1994

## Abreviatura (zoología)
La abreviatura Cei  se emplea para indicar a José Miguel Alfredo María Cei como autoridad en la descripción y taxonomía en zoología.

- Datos: Q2916907
- Especies: José Miguel Cei